# Marek Herman
Marek Herman (* 19. července 1965 Opava) je český učitel tělesné a občanské výchovy, spisovatel, lektor osobního rozvoje a lobbista za hazard. Působí jako výkonný ředitel Asociace provozovatelů kursových sázek, organizace sdružující sázkové kanceláře Chance, Fortuna a Tipsport.
Ačkoli občas uvádí, že má psychologické vzdělání, psychologii ve skutečnosti nikdy nestudoval. Podobně se také jeho vzdělání netýká výchovy malých dětí, k níž se často vyjadřuje.

## Život
Vystudoval gymnázium a tělesnou a občanskou výchovu na Pedagogické fakultě Masarykovy univerzity. Poté v letech 1989–1996 učil tělesnou výchovu a občanskou výchovu na gymnáziu v Bílovci. Na Fakultě tělesné kultury Univerzity Palackého  v roce 2006 obhájil rigorózní práci Vzdělávací projekt na změnu životního stylu.
Rok pracoval pro Nadaci Open Society Fund. Po deset let (1997–2007) pracoval pro nadnárodní společnosti, mimo jiné tabákový koncern Philip Morris a telekomunikační společnost T-Mobile. Pro T-Mobile pracoval jako projektový manažer a byl zástupcem T-Mobile v Radě DMS, která slouží pro koordinaci a kontrolu projektu Dárcovské SMS. V roce 2006 založil Nadační fond Rachůnek.
Ve svých vlastních seminářích se soustředí zejména na sebepoznání a výchovu dětí do šesti let.
Působí jako externí pracovník na Katedře rekreologie Fakulty tělesné kultury Univerzity Palackého v Olomouci.
Externě vyučoval na Vysoké škole ekonomické v Praze.
V roce 2017 zorganizoval petici proti zákonnému právu na umístění dvouletých dětí do mateřských škol. Tato petice měla za cíl přesvědčit politiky o zrušení novely zákona, která toto právo garantovala. V roce 2018 Herman přesvědčil senátora Jiřího Růžičku, aby tuto petici mohl odprezentovat na veřejném slyšení Senátu „Dvouleté děti nepatří do školky, ale do náruče mámy“.
Marek Herman má dvě děti, v roce 2017 uváděl, že je rozvedený.

### Lobbista pro hazard
Od roku 2007 působí jako lobbista pro hazardní společnosti, konkrétně na pozici výkonného ředitele Asociace provozovatelů kursových sázek (APKURS). Podílel se na legalizaci internetového sázení v ČR. Jako lobbista v roce 2008 přesvědčil tehdejšího ministra financí Miroslava Kalouska, aby povolil internetové sázení pro pět hazardních společností, které APKURS zastupuje, ačkoliv byl předtím Kalousek zásadně proti. Proti tomuto rozhodnutí se vyslovili i odpovědní ministerští úředníci, kteří jej označili za protizákonný. Kalousek byl v souvislosti s povolením internetového sázení pro pět hazardních společností poté podezřelý z korupčního jednání a prošetřován policií.
V letech 2009–2010 Herman lobboval proti novele loterijního zákona, který například zajistil větší práva obcí v boji s hazardem. Herman měl na dění ve vládě velký vliv také v roce 2015, kdy se projednávala výše daní pro hazard. V roce 2017 se angažoval v přípravě novely zákona o hazardních hrách.
V roce 2016 se na VŠE jako ředitel Asociace provozovatelů kursových sázek zúčastnil debaty na téma regulace online hazardu.

## Kritika
Herman se často vyjadřuje na téma výchovy malých dětí, ale například dle psychologa Jiřího Procházky se jeho pedagogické vzdělání této oblasti netýká. Z podobného důvodu je kritizován také za své mediální výstupy, ve kterých o sobě nechává tvrdit, že je psycholog, i když nemá psychologické vzdělání.
V reakci na jeho rozhovory a mediální vystoupení někteří jeho kritici tvrdí, že Herman uvádí řadu výroků a tvrzení bez konkrétních návazností na vědecké studie a jeho postoje nejsou konzistentní nebo jsou v rozporu s reálnými daty. Sám Herman u některých svých názorů tvrdí, že je nemá podložené odbornými studiemi nebo výzkumy a že se řídí vlastními zkušenostmi a intuicí. Herman také uvedl, že vědecké výzkumy a studie používá jako poslední ze zdrojů, ale pracuje s nimi velmi opatrně a nedůvěřivě.
Psychologové Albert Kšiňan a Petr Doležal pak na příkladech ukazují, že Hermanovy názory a teorie jsou banální fráze s prvky esoteriky, případně zavádějící nesmysly a škodlivé teze. Hermana označili za Jiřího Babicu české psychologie, protože: „oba jsou ve svém oboru nadšenými amatéry, oslovujícími široké publikum jednoduchými recepty, které si s vnitřní soudržností a kvalitou vstupních surovin hlavu nelámou“.
Opakujícím se sdělením v rozhovorech s Markem Hermanem je volání po starých pořádcích, které jsou vyjádřené matkou v domácnosti a otcem živitelem rodiny. Radek Ptáček, profesor lékařské psychologie, tato volání považoval za hloupé genderové stereotypy, protože žijeme v době, kdy se muži i ženy mohou rozvíjet a věnovat svým životům naprosto stejným dílem, aniž by to kohokoliv v rodině poškodilo.
Web Stridavka.cz, který prosazuje střídavou péči obou rodičů, jeho výroky zařadil do ankety Žblebt roku 2017, 2018, 2019 a 2020, přičemž v posledním případě jeho kritizovaný výrok čtenářské hlasování vyhrál.

## Dílo
- Najděte si svého marťana, Apak, 2008, ISBN 978-80-260-6070-3
- Jsi tam, brácho? (s Jiřím Haldou), Apak, 2019, ISBN 978-80-270-6190-7
- Máma není služka, máma je dáma, Apak, 2021, ISBN 978-80-11-00042-4
- To tajemství je pevný pár, Apak, 2023, ISBN 978-80-908-70123